# Daniel-Gheorghe Rusu
Daniel-Gheorghe Rusu (n. 22 aprilie 1977, Șpring, România) este un fost deputat român, ales în legislatura 2020-2024 din partea AUR. 
Daniel Rusu a fost primar al comunei Șpring județul Alba în perioada 2004-2020. 

## Controverse
Pe 21 noiembrie 2022 Daniel Rusu a fost condamnat definitiv de Înalta Curte de Casație și Justiție la o amendă penală în sumă de 40.000 de lei. Acesta a fost acuzat de compromiterea intereselor justiției după ce a prezentat printr-un live pe Facebook o ordonanță dintr-un dosar penal.
Pe 4 ianuarie 2024 Daniel Rusu a fost trimis în judecată de DNA abuz în serviciu și participație improprie la fals intelectual.